# Лазо (Камчатский край)
Лазо́ — село в Мильковском районе Камчатского края России. Входит в состав Атласовского сельского поселения.

## География
Село расположено на правом берегу реки Камчатка, на расстоянии 6 км к востоку от села Атласово, центра сельского поселения.

## История
Село возникло в 1929 году, современное название носит с 1934 года. Как участок лесозаготовки с 1932 года. Название села связано с героем гражданской войны Сергея Георгиевича Лазо.

## Население
| 2002 | 2010 | 2012 | 2013 | 2015 | 2016 | 2018 |
| ---- | ---- | ---- | ---- | ---- | ---- | ---- |
| 561  | ↘415 | ↘407 | ↘400 | ↘382 | ↘369 | ↘360 |
| 2020 |      |      |      |      |      |      |
| ↘344 |      |      |      |      |      |      |

## Улицы
| - ул. Комсомольская, - ул. Краснодарская, | - ул. Набережная, - ул. Омская. |

## Инфраструктура
В селе функционируют Лазовская СОШ и детский сад «Росинка».

## Транспорт
В село проходит грунтовая дорога из Атласово. Через реку Камчатка организована паромная переправа. Регулярное транспортное сообщение с селом отсутствует.